# 532
Năm 532 là một năm trong lịch Julius.